# Hamvention

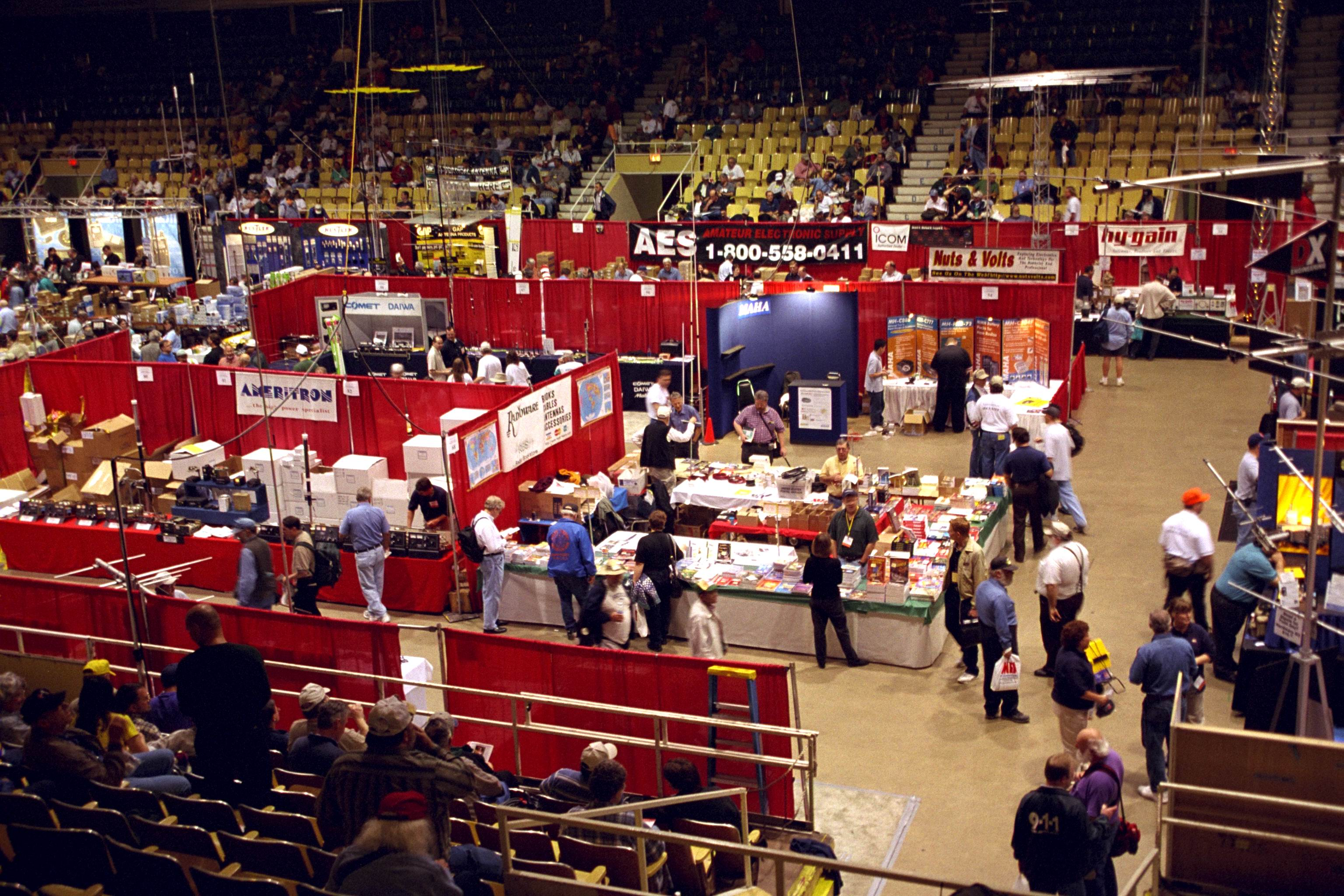
Blick in eine der Messehallen der Dayton Hamvention 2003

Die Hamvention (genauer: Dayton Hamvention) ist eine jährlich bei Dayton (Ohio) stattfindende internationale Messe für Amateurfunk.

## Geschichte

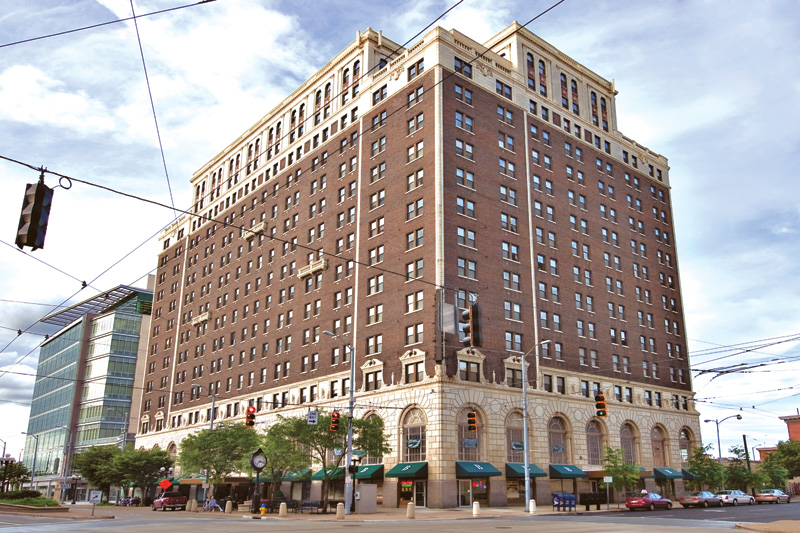
Das Dayton Biltmore Hotel war 1952 der erste Ausstellungsort

Nachdem die erste Ausstellung am 22. März 1952 im Biltmore Hotel (Bild) von Dayton, damals noch unter dem Namen QST March 1952 stattgefunden hatte, war in der Zeit von 1964 bis 2016 die Hara Arena, nahe Dayton, der Tagungsort der Hamvention, wobei ihr Name als Kofferwort aus Ham (Spitzname für Funkamateur) und Convention (engl. für Veranstaltung) gebildet wurde.
Seit 2017 wird sie nun jeweils im Mai etwa 20 km östlich von Dayton in den Greene County Fairgrounds bei Xenia (Ohio) ausgerichtet.

## Messe

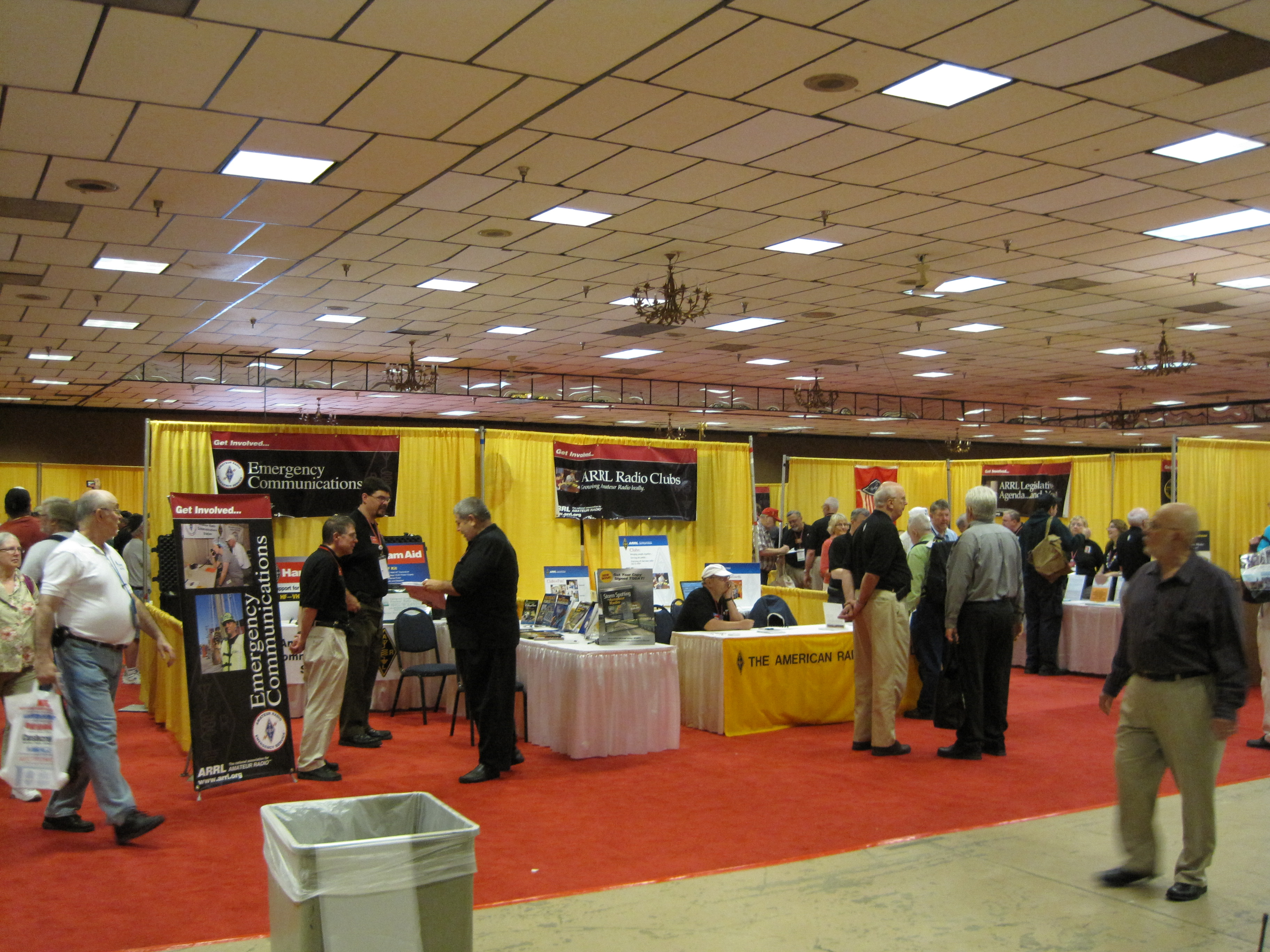
Messestand des ARRL, der nationalen Vereinigung der Funkamateure in den USA (2010)

Die Hamvention gilt als eine der weltgrößten Amateurfunkmessen und gibt den mehr als 20.000 Besuchern jedes Jahr einmal die Gelegenheit, sich über die aktuelle Funktechnik zu informieren und Funkgeräte sowie Zubehör, wie Antennen, zu erwerben. Darüber hinaus bietet sie der weltweiten Gemeinschaft der Funkamateure einen Treffpunkt zum Erfahrungs- und Meinungsaustausch. Auch den weltweit vernetzten Amateurfunkverbänden, die zusammen in der International Amateur Radio Union (IARU) organisiert sind, wird hier eine Plattform geboten.

## Flohmarkt

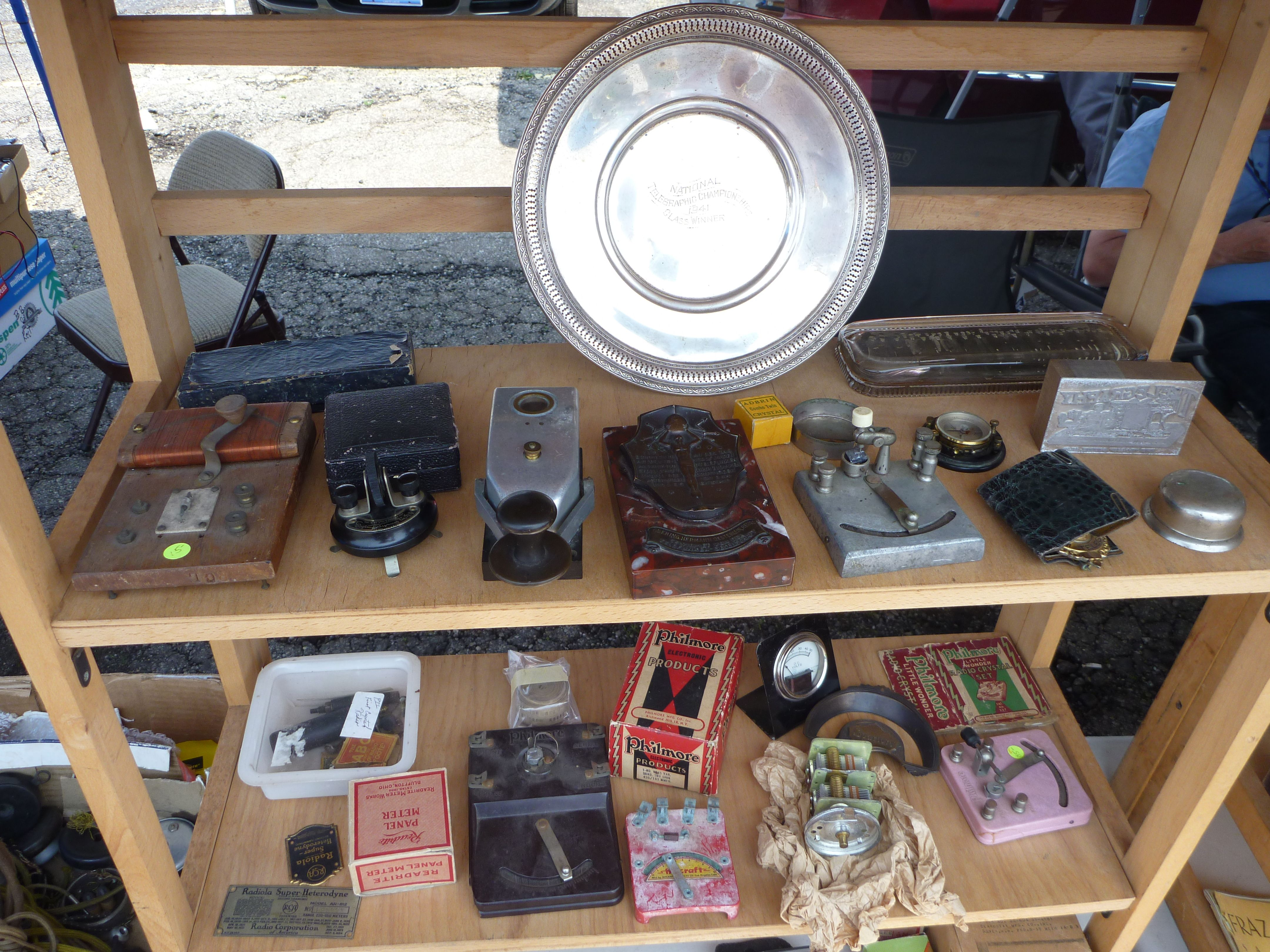
Eine der vielen Auslagen auf dem Flohmarkt (2011)

Eine ganz spezielle Attraktion ist der begleitende Flohmarkt, der den internationalen Besuchern die seltene Gelegenheit bietet, ausgefallene Objekte für ihr Hobby zu erwerben (Bild). Hier werden gebrauchte Geräte, Komponenten, Bücher und weitere Utensilien rund um den Amateurfunk zum Kauf angeboten.

## Vorträge
Darüber hinaus gibt es ein umfangreiches Rahmenprogramm mit Fachvorträgen zum Thema.